# Bob Karp
Pour les articles homonymes, voir Karp.
Robert Louis Karp dit Bob Karp (5 mars 1911 - 5 août 1975) était un auteur de comics américain.

## Biographie
Il commença à travailler pour les Walt Disney Productions dans les années 1930 et fut le scénariste des strips quotidiens de Donald Duck de 1938 à 1974. Ces histoires étaient illustrées par Al Taliaferro puis par Frank Grundeen après la mort de Taliaferro en 1969.
Bob Karp avait deux frères, nommés Hubie et Lynn qui exercaient aussi dans le domaine des comics.
De 1946 à 1950, Bob en tant qu'auteur et son frère Lynn comme illustrateur, réalisèrent ensemble le strip "The Middles".